# Tirà crestat de Nutting
El tirà crestat de Nutting (Myiarchus nuttingi) és un ocell de la família dels tirànids (Tyrannidae).

## Hàbitat i distribució
Habita matolls àrids, matolls espinosos i bosc decidu des del nord-oest de Mèxic al centre de Sonora i sud-oest de Chihuahua, cap al sud a la llarga del vessant del Pacífic i zona interior de Mèxic, Morelos i Puebla i sud de San Luis Potosí i Hidalgo, i a les terres baixes del Pacífic i valls de Guatemala, El Salvador, Hondures, Nicaragua i nord-oest de Costa Rica.